# Celso Lara
Celso Arnoldo Lara Figueroa  (Ciudad de Guatemala, 23 de noviembre de 1947-ibídem., 29 de agosto de 2019) fue un antropólogo y escritor guatemalteco.

## Recorrido profesional
Dedicado a la historia del país, la antropología y la poesía, fue también un músico reconocido. Sus trabajos sobre las historias y leyendas de hoy en día en  Guatemala le han reconocido varios méritos a nivel nacional e internacional por su inestimable contribución al folklore oral y escrito de el país de Guatemala. Fue columnista del diario La Hora (Guatemala) y director de revistas científicas internacionales como Folklore Americano (México) y Oralidad (Cuba), fungió como director del Centro de Estudios Folklóricos de la Universidad de San Carlos. Tiene estudios en la Universidad de San Carlos de Guatemala sobre historia y diplomados que lo especializan en historia, antropología y folklore recibidos en la Universidad Central de Venezuela.
Es conocido también por ser el fundador de los estudios de etnomusicología, musicología y organología en la Facultad de Humanidades y del programa universitario en Cultura, Pensamiento e Identidad de la Sociedad Guatemalteca, dirigió investigaciones culturales en diferentes países hispanohablantes con apoyo de la OEA y la Unesco.
Celso Lara es hoy un referente para los estudios de antropología cultural en Guatemala, su larga trayectoria académica, su impecable espíritu crítico, su rigurosidad científica social hicieron de él uno de los mejores académico. Su vasta producción bibliográfica, miles de artículos publicados en diarios, reseñas y libros así lo demuestran.
Impartió diversos cursos en la Escuela de Historia de la Universidad de San Carlos de Guatemala, Antropología de la Religión; Pensamiento Antropológico de Latinoamérica y de Guatemala.
Trabajó como investigador y director en el Centro de Estudios Folklóricos de la Universidad de San Carlos de Guatemala.
Falleció de un paro cardíaco.

## Publicaciones
Escribió una variedad de libros entre historia, poemarios —de los que escasamente publicó formalmente—, folklore nacional guatemalteco y tradición oral, entre los cuales sobresalen:
- De amores hechizados y otras historias encantadas (2006)
- Cuentos del aprendiz de brujo (2004)
- Historia de tradiciones populares de Cuaresma y Semana Santa en Guatemala (2003)
- Leyendas populares de aparecidos y ánimas en pena (2001)
- Tradiciones populares de Nochebuena en Guatemala (2000)
- Leyendas de Misterio, Amor y Magia (1995)
- Por los Viejos Barrios de la Ciudad de Guatemala (1994)
- Las increíbles hazañas de Pedro Urdemales (1984)
- Viejas leyendas de Guatemala vueltas a contar (1980)
- Contribución del Folklore al estudio de la Historia (1977)
- Leyendas y casos de la tradición oral de la Ciudad de Guatemala (1973)
- Cuentos populares de bandidos mágicos en Guatemala: las hazañas de Pedro Urdemales

## Premios
Aparte de varios premios recibidos en distintos países de Europa y América se recuerdan algunos:
- Panamericano IPGH (México)
- Giuseppe Pitré (Italia)
- Kalevala de Oro (Finlandia)
- Orden Presidencial del Patrimonio Cultural (Guatemala)